# Gare de Sacramento
La  gare de Sacramento est une gare ferroviaire des États-Unis situé sur le territoire de la commune de Sacramento en Californie. Elle est desservie par Amtrak. C'est une gare avec personnel.

## Histoire
Elle est mise en service en 1926.

## Service des voyageurs

### Desserte
- Lignes d'Amtrak[1] :
  - Le California Zephyr: Emeryville - Chicago
  - Le Capitol Corridor: San Jose - Auburn
  - Le Coast Starlight: Los Angeles - Seattle
  - Le San Joaquins: Oakland - Bakersfield
- Sacramento RT
  - Gold Line